# Ptilium crista-castrensis
Ptilium crista-castrensis ist eine Moosart aus der Ordnung der Hypnales.
Im Deutschen wird die Art Echtes Federmoos oder Farnwedelmoos genannt.

## Merkmale
Die Stämmchen der Gametophyten sind sehr regelmäßig kamm- bis federartig gefiedert. Sie bilden zierliche, breit lanzettliche Wedel, die Straußenfedern ähneln und bis 15 cm lang werden. Die Äste stehen waagrecht ab. Die Pflänzchen sind kräftig und glänzend grün.
Die Paraphyllien sind breit lanzettlich. Die Blätter sind sichelförmig einseitswendig. Sie haben eine breit eiförmige Basis und sind an der Spitze lang pfriemenförmig ausgezogen. Der Blattrand ist flachrandig. Die Blätter sind längs gefaltet und bis zur Mitte gesägt. Eine Blattrippe fehlt oder ist kurz und doppelt. Die Laminazellen sind langgestreckt (prosenchymatisch), in den Blattflügeln gibt es wenige quadratische Zellen.
Die Kapsel ist gekrümmt und steht fast waagrecht. Der Kapseldeckel ist kegelig und warzig gespitzt. Sporogone sind selten.

## Verbreitung und Standorte
Die Art ist in der nördlichen Hemisphäre verbreitet und besiedelt vorwiegend die montane und subalpine Höhenstufe. Im Flachland fehlt sie. Sie wachsen vorwiegend auf schwach sauren Waldböden und auf humusreichen Felsen.